# Purnabhaba
Purnabhaba és un riu de Bangladesh i de Bengala Occidental (Índia), que neix al districte de Dinajpur (Bangladesh). Corre en direcció sud durant 116 km, passa per l'antic districte de West Dinajpur ara partit en districte de North Dinajpur i districte de South Dinajpur, a l'Índia, i entra al districte de Malda (també a l'Índia) on agafa direcció sud-oest i s'uneix al riu Mahananda a 24° 50′ N, 88° 21′ E / 24.833°N,88.350°E a 2 km a l'oest de la població comercial de Rohanpur que està a Bangladesh però a menys de 10 km de la frontera índia. Els seus afluents principals són el Dhepa, Narta, Sialdanga, Ghagra, Hancha-Katakhal i Harbhanga, per l'esquerra, i Mina per la dreta o oest.